# Kościół Zielonoświątkowy przy ul. Miłej we Wrocławiu
Kościół Zielonoświątkowy przy ul. Miłej we Wrocławiu – najstarszy z neogotyckich kościołów Wrocławia. Należy do Kościoła Zielonoświątkowego, do zboru liczącego ponad 300 wiernych.
Pierwszy kościół w tym miejscu został wybudowany wedle różnych źródeł w 1826 lub już w 1722 jako kaplica pogrzebowa pobliskiego kościoła św. Krzyża przy znajdującym się tu wówczas cmentarzu. Była to wówczas skromna budowla szachulcowa pod wezwaniem św. Wawrzyńca. W 1858 lub 1860 na jego miejscu postawiono nowy kościół w stylu neogotyckim według projektu Alexisa Langera. Kościół ten, zachowując wezwanie św. Wawrzyńca, przetrwał aż do końca II wojny światowej, choć według ksiąg adresowych w roku 1943 był już nieczynny.
Po wojnie, pozbawiony dachu i okien, przez kilkanaście lat niszczał, wykorzystywany przez zamieszkujących sąsiadujące ulice (Szczytnicka, Piwna, Ładna) Cyganów jako stajnia dla koni. 21 maja 1960 przejęli go w użytkowanie zielonoświątkowcy: budynek zrujnowany był w owym czasie w 60%, zagrzybiony i pozbawiony wszelkiego wyposażenia.
Już rok później, po wprawieniu okien i pokrycia dachu dachówką karpiówką obiekt przywrócono do użytkowania. Dalsze prace remontowe prowadzono w latach 1970–1973, a 8 stycznia 1973 kościółek stał się formalną własnością Kościoła Zielonoświątkowego w Polsce. Dobudowano wówczas przykrytą dachem pulpitowym salkę od strony południowej, co spowodowało zniekształcenie pierwotnych założeń architektonicznych budowli.
Kościół jest jednonawowy z trójprzęsłową nawą, ma długość 15 metrów, szerokość 7,5 metra i wysokość 20 metrów. Wieża kościoła znajduje się po jego zachodniej stronie, ma 35 metrów wysokości i zwieńczona jest ażurowym kamiennym hełmem. Na nieistniejącym dziś cmentarzu przy kościele został pochowany architekt świątyni, Alexis Langer, jednak dokładnego miejsca jego pochówku do dziś nie zlokalizowano.